# Hrabstwo Warren (Indiana)
Hrabstwo Warren (ang. Warren County) – hrabstwo w stanie Indiana w Stanach Zjednoczonych. Obszar całkowity hrabstwa obejmuje powierzchnię 366,41 mil2 (948,989 km²). Według danych z 2010 r. hrabstwo miało 8 508 mieszkańców. Hrabstwo powstało 1 marca 1827 roku i nosi imię Josepha Warrena – generała dywizji w wojnie o niepodległość Stanów Zjednoczonych.

## Sąsiednie hrabstwa
- Hrabstwo Benton (północ)
- Hrabstwo Tippecanoe (wschód)
- Hrabstwo Fountain (południowy wschód)
- Hrabstwo Vermillion (południe)
- Hrabstwo Vermilion (Illinois) (zachód)

## Miasta
- Pine Village
- State Line City
- West Lebanon
- Williamsport